# Walter Winkler
Pour les articles homonymes, voir Winkler.
Walter Winkler, né le 2 février 1943 à Deutsch Piekar (actuelle Piekary Śląskie en Pologne), et mort le 4 juin 2014, à soixante-et-onze ans, est un footballeur international polonais.
Il occupe le poste de défenseur central au Polonia Bytom pendant la majeure partie de sa carrière, avant de passer par la France et Lens (1974-1976), puis de retourner en Silésie où il entraînera l'équipe principale du Polonia presque vingt ans après la fin de sa carrière de joueur.

## Biographie
Walter Winkler commence sa carrière de footballeur au Polonia Bytom en 1960, à l'âge de dix-sept ans. Jeune défenseur central, il participe aux bonnes saisons du club, vice-champion en 1961 et champion en 1962. En 1965, il remporte en battant le Lokomotive Leipzig la Coupe Karl Rappan, ancêtre de la Coupe Intertoto, après une finale perdue dans cette même compétition la saison précédente.
Un an plus tard, il joue son premier match international avec la Pologne lorsqu'il est aligné sur le terrain par le sélectionneur Antoni Brzeżańczyk pour affronter le Brésil en match amical. Cette partie, disputée le 8 juin 1966 à Rio de Janeiro, se termine sur une défaite deux buts à un. Jusqu'en 1971, Winkler jouera vingt-trois fois avec l'équipe nationale de Pologne.
En 1974, Walter Winkler est autorisé à quitter le pays et rejoint la France et le Racing Club de Lens. En deux saisons, il dispute vingt-et-un matches, dont trois en Coupe d'Europe des vainqueurs de coupe, avant de prendre sa retraite.
De septembre 1994 à avril 1995, Winkler entraîne le Polonia Bytom en deuxième division, avant de se retirer du monde du football.

## Palmarès
- Champion de Pologne : 1962
- Vainqueur de la Coupe Karl Rappan : 1965